# Z (canción)
Z es el título de un tema instrumental del grupo español de rock and roll Héroes del Silencio, incluido en su tercer álbum de estudio, El espíritu del vino, publicado en 1993.

## Contexto
En junio de 1993, Héroes del Silencio publicaron su tercer álbum de estudio, El espíritu del vino, que significó para el grupo zaragozano un cambio muy importante con respecto a su anterior trabajo, Senderos de Traición, con una gran influencia de su productor, el ex componente de Roxy Music, Phil Manzanera. Se puso de manifiesto en este trabajo la profunda transformación que estaba sufriendo el grupo y, sobre todo, la influencia de sus actuaciones en directo en sus trabajos de estudio.

## Formato
Esta canción sólo aparece en el corte n.º 7 del formato en CD de El Espíritu del Vino, y al ser un tema tan atípico no fue incluida en ningún álbum más.

## La canción
"Z" es la primera grabación instrumental que incluyeron Héroes del Silencio en un álbum de estudio, continuada por "El refugio interior" en este mismo.
Es un tema de sólo 51 segundos de duración, de influencia country compuesta por el guitarrista de la banda, Juan Valdivia, que es quien la interpreta en solitario con su guitarra, dejando constancia de su gran destreza en el punteo. Es una composición de pocas notas pero muy bien ligadas, y sirve como preámbulo del siguiente tema del disco, "Culpable", que comienza justo sobre los últimos acordes de "Z". Forma parte de la experimentación introducida por Héroes en este disco, y es una oportunidad para comprobar el sonido de la guitarra de Juan.
En el cuadernillo del CD de El Espíritu del Vino en que cada canción venía representada por un símbolo, "Z" es representada por un cactus, que iba a ser en principio el título de la canción. Al final se decidió cambiarlo por el definitivo, como inicial de la ciudad natal del grupo, Zaragoza.